# Estadi Adrar
L'Estadi Adrar (amazic: ⴰⴱⴰⵔⴰⵣ ⵏ ⴰⴷⵔⴰⵔ, ‘Estadi de la Muntanya’; àrab: ملعب أدرار, Malʿab Adrār) és un estadi esportiu de la ciutat d'Agadir, al Marroc. També s'anomena Grand Stade d'Agadir.
Va ser inaugurat el 2013. Té una capacitat per a 45.480 espectadors. És la seu del club Hassania Agadir.